# Voie métrique

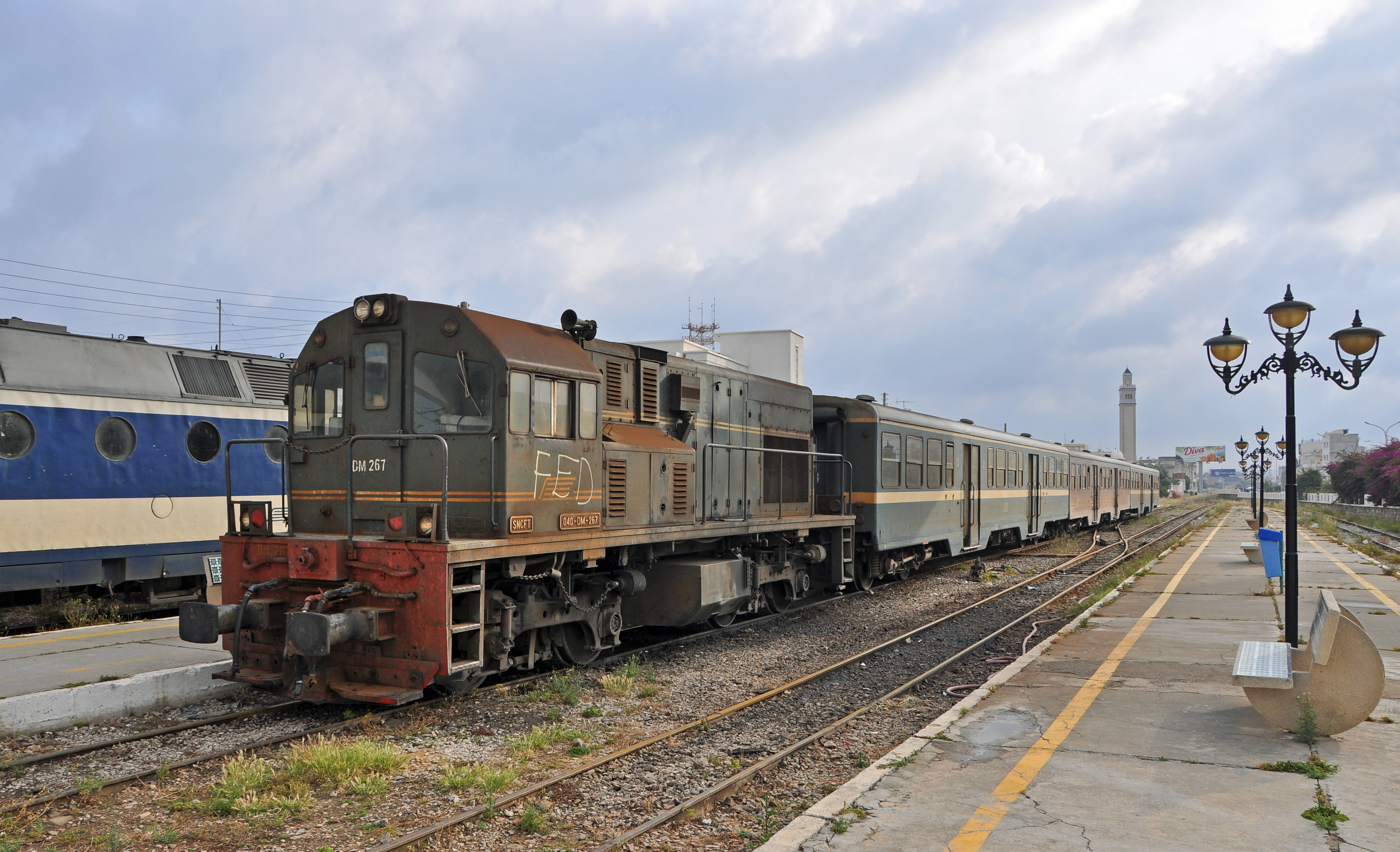
Train en gare de Nabeul (Tunisie), sur la ligne du Cap Bon à voie métrique, reliant Nabeul à Bir Bouregba.

Une voie métrique est une voie ferrée dont l'écartement des rails est de 1 000 mm. Elle fait partie des voies étroites.

## Caractéristiques
Elle est réputée être plus économique que la voie normale (1 435 mm), avec des travaux de construction et d'entretien réduits car utilisant du matériel plus léger :
- elle occupe une emprise au sol moins importante ;
- elle accepte des courbes plus serrées ;
- elle nécessite des ouvrages d’art moins nombreux et des tunnels avec un portail de dimensions réduites.

D’autres écartements proches du mètre sont parfois assimilés à la voie métrique, tel l’écartement de 1 067 mm, dit voie sud-africaine, d’origine anglaise.

## Utilisation
Ces caractéristiques de construction économique furent le propre de nombreuses lignes secondaires en Europe continentale, en particulier en France, en Suisse et en Belgique. Elle a été fort utilisée pour la réalisation de nombreux réseaux de tramways urbains ou interurbains dont beaucoup existent toujours, en particulier dans les pays germaniques.
L'écartement métrique est présent dans le monde entier, car c’est celui que la France a choisi pour l’établissement de lignes de chemins de fer dans ses colonies, notamment le Transindochinois / Transvietnamien.

## Voies métriques en service en France
- Les lignes des Chemins de fer de la Corse, depuis leur ouverture à aujourd'hui.

- La ligne de Villefranche – Vernet-les-Bains à Latour-de-Carol, parfois surnommée ligne de Cerdagne, longue de 62,5 km, dans le département des Pyrénées-Orientales. Elle constitue la ligne 669 000 du réseau ferré national. Ce chemin de fer est familièrement appelé le Train Jaune ou le Canari, car les véhicules arborent les couleurs catalanes, le jaune et le rouge. Cette ligne fait partie du réseau TER Occitanie exploité par la SNCF.

- La ligne ferroviaire de Nice à Digne[2] anciennement exploitée de 1892 à 1925 par la Compagnie des Chemins de Fer du Sud de la France (SF), puis jusqu'en 1952 par les Chemins de Fer de la Provence (CP), puis jusqu'en 2009 par la Société générale de chemins de fer et de transports automobiles (CFTA), puis actuellement par la Régie Régionale des Transports Provence Alpes Côte d’Azur (RRT PACA)[3], fonctionne sur des rails à largeur de voie métrique et n'est pas électrifiée.

- Le Chemin de fer du Blanc-Argent dans la région Centre-Val de Loire. Cette ligne a été mise en service entre 1901 et 1902. Les rames circulant sont assurés par des autorails diesel X 74500 qui roulent à une vitesse maximale de 70 km/h. Cette ligne s'étend de Valençay à Salbris via Romorantin-Lanthenay.

- Le Mont-Blanc Express, reliant la gare de Saint-Gervais-les-Bains-Le Fayet à celle de Martigny (Suisse), et empruntant des lignes à voie métrique de Saint-Gervais-Le Fayet à Vallorcine sur sa partie française, et de Martigny à Châtelard sur sa partie suisse. Cette ligne est exploitée depuis 2005 avec du matériel roulant Z 850 du constructeur suisse Stadler Rail, aux-côtés de matériels plus anciens.
- Le tramway du Mont-Blanc et le chemin de fer du Montenvers dans le massif du Mont-Blanc.

- Les réseaux de tramways de Saint-Étienne et de Lille sont également à écartement métrique.

- Le Chemin de fer de la Mure.

- Le Chemin de fer de la baie de Somme.
- Le Chemin de fer de la Rhune.
- Le Chemin de fer du Vivarais.

D'autres chemins de fer à voie métrique (les tacots) ont existé dans la plupart des départements français mais ont aujourd'hui disparu.

## Voies métriques en Suisse
En Suisse, 28 compagnies de chemins de fer à voie métrique existent dans 21 cantons et, en 2008, leur longueur représente 1 409 km. Ces données ne prennent pas en compte les voies de tramways. Cet écartement des voies est une mesure qui a été introduite officiellement en Suisse le 1er janvier 1877 seulement.

## Voies métriques en Belgique
En Belgique la défunte Société nationale des chemins de fer vicinaux exploitait des trams à voie métrique dans tout le pays. Il en résulte que toutes les lignes de tramways de Belgique, à l'exception notable de celles de Bruxelles et de Liège (qui sont à voie standard) c'est-à-dire les tramways de la côte, de Gand, d'Anvers, ainsi que le métro léger de Charleroi, sont à voie métrique.

## Voies métriques en Tunisie
En Tunisie, la plupart des lignes de chemins de fer sont à voie métrique : 1 674 km, contre seulement 471 km de voie normale. Tout le réseau du Centre et du Sud du pays est à voie métrique, y compris les grandes lignes comme Tunis-Kasserine ou Tunis-Sousse-Sfax. Cette dernière, dénommée Ligne de la Côte, a été modernisée récemment. Depuis 2008 y circulent de nouveaux Autorails Express diesel pouvant atteindre 130 km/h, ce qui en fait les trains les plus rapides au monde sur voie métrique. Les lignes régionales, tels la Ligne du Cap Bon de Bir Bouregba à Nabeul ou le Métro du Sahel de Sousse à Mahdia, sont également à voie métrique.

## Sénégal
La majorité des voies du Sénégal sont à voie métrique, mais le développement de la nouvelle ligne TER Dakar-AIBD, reliant la capitale enclavée de Dakar au bout de la presqu’île du Cap-Vert à l'aéroport international Blaise-Diagne et les villes nouvelles de la région, utilise l'écartement standard. Il a été inauguré le 14 janvier 2019.

## Lignes en service
Ce tableau reprend les lignes en service en 2021 par pays. Les longueurs de réseau indiquées sont celles détaillées dans chaque article lié. Les funiculaires ne sont pas indiqués.
| Pays                             | Longueur en km            | Réseau | Remarque                                                                |
| -------------------------------- | ------------------------- | --- | ----------------------------------------------------------------------- |
| Allemagne                        | 1 159                     | Brohltalbahn (de) (17,75 km) - Chiemsee-Bahn (en) (1,91 km) - Wendelsteinbahn (7,66 km) - Rhein-Neckar-Verkehr (en) (55 km) - Chemin de fer de la Zugspitze (19,5 km) - Ligne Bad Dürkheim–Ludwigshafen-Oggersheim (de) (16,4 km) - Inselbahn Langeoog (de) (2,6 km) - Wangerooger Inselbahn (en) (5,9 km) - Ligne de Drachenfels (1,52 km) - Harzer Schmalspurbahnen (140,4 km) Réseaux de métros légers et tramways : Augsbourg (45,4 km) - Bad Schandau (7,9 km) - Biellefed (31,9 km) - Bochum - Geselkirchen (84 km) - Brandebourg-sur-la-Havel (17,65 km) - Cottbus (20,1 km) - Darmstadt (42 km) - Erfurt (45,2 km) - Essen (52,5 km) - Francfort-sur-l'Oder (19,5 km) - Fribourg-en-Brisgau (35,9 km) - Görlitz (10,6 km) - Gotha (25,7 km) - Halberstadt (11,7 km) - Halle (84,3 km) - Heidelberg (30 km) - Iéna (23,7 km) - Krefeld (36,7 km) - Mannheim (61 km) - Mayence (29,7 km) - Mülheim an der Ruhr (32 km) - Naumbourg (2,5 km) - Nordhausen (18 km) - Plauen (30,1 km) - Schöneiche bei Berlin (14,1 km) - Ulm (19,1 km) - Wurtzbourg (19,7 km) - Zwickau (18,5 km) Chemins de fer musée : Ligne Amstetten–Laichingen (de) (de Amstetten à Oppingen 5,73 km) - Deutscher Eisenbahn-Verein (en) (de Bruchhausen-Vilsen à Asendorf 7,8 km) - Geilenkirchener Kreisbahn (de) (de Gillrath à Schierwaldenrath 5,4 km) - Märkische Museums-Eisenbahn (en) (2,3 km) - |                                                                         |
| Argentine                        | Env. 5 000                | Chemin de fer General Manuel Belgrano | Peu de sources concordantes concernant la longueur du réseau en service |
| Autriche                         | 99                        | Tramway d'Innsbruck (19,5 km) - Tramway de Gmunden (2,315 km) - Schafbergbahn (en) (5,85 km) - Schneebergbahn (en) (9,851 km) - Innsbrucker Mittelgebirgsbahn (de) (8,362 km) - Train léger Gmunden-Vorchdorf (14,684 km) - (de) (18,164 km) - Chemin de fer de l'Achensee (6,78 km) - Ligne de l'Attersee (de) (13,3 km) |                                                                         |
| Bangladesh                       | 2 149                     | Réseau Est du Bangladesh Railway (en) | Dont 364 km en voie à double écartement                                 |
| Belgique                         | 216                       | Tramway d'Anvers (14 lignes, 83,7 km) - Métro léger de Charleroi (4 lignes, 33,3 km) - Tramway de Gand (4 lignes, 32 km) - Tramway de la côte belge (1 ligne, 67 km) |                                                                         |
| Bénin                            | Pas d'information en 2021 | Pas d'information en 2021 | Pas d'information en 2021                                               |
| Birmanie                         | 5 403                     | Ensemble du réseau |                                                                         |
| Bolivie                          | 3 520                     | Réseau andin (Ferroviaria Andina (es)) (y compris partie bolivienne du Chemin de fer Arica-La Paz et du Ferrocarril de Antofagasta a Bolivia) (2 276 km) - Réseau oriental (Ferroviaria Oriental (de)) (1 244 km) |                                                                         |
| Brésil                           | 23 218                    | La plupart du réseau national : América Latina Logística (9 752 km) - MRS Logística (en) (42 km) - Ferrovia Tereza Cristina (164 km) - Transnordestina (pt) (600 km) - Transnordestina Logística (de) (4 315 km) - Ferroeste (pt) (248 km) - Ferrovia Centro Atlântica (de) (7 108 km) - Ligne de Vitória à Minas (en) (905 km) Réseaux urbains : Métro de Fortaleza (56,8 km) - Métro de Sobral (13,9 km) - Métro de Teresina (13,5 km) | Dont 1 127 km en voie à double écartement                               |
| Burkina Faso                     | 515                       | Ligne d'Abidjan à Ouagadougou |                                                                         |
| Cambodge                         | 647                       | Ensemble du réseau |                                                                         |
| Cameroun                         | 1 025                     | réseau de Camrail |                                                                         |
| Chili                            | 3 036                     | Ferronor (2 300 km) - Chemin de fer Arica-La Paz (208 km) - Ferrocarril de Antofagasta a Bolivia (440 km) - Ligne Talca - Constitución (en) (88 km) |                                                                         |
| Chine                            | 468                       | Chemins de fer de l'Indochine et du Yunnan (de Kunming à Lào Cai à la frontière vietnamienne 468 km) | Transport en république démocratique du Congo                           |
| République démocratique du Congo | 125                       | Chemin de fer Kisangani-Ubundu (125 km) |                                                                         |
| Côte d'Ivoire                    | 630                       | Ligne d'Abidjan à Ouagadougou |                                                                         |
| Croatie                          | 66                        | Tramway d'Osijek (12 km) - Tramway de Zagreb (53,5 km) |                                                                         |
| Espagne                          | 1 945                     | Ferrocarriles de vía estrecha (1 192 km) - Euskotren Trena (182 km) Ligne Llobregat - Anoia (138 km) - Crémaillère de Núria (12,491 km) - Crémaillère de Montserrat (5,238 km) - Ligne C-9 (Banlieue de Madrid) (en) (18,17 km) - Métro de Valence (156 km) - Ligne 8 du métro de Barcelone (11,8 km) - Métro de Bilbao (51 km) - Tramway d'Alicante (93,284 km) - Métro de Palma (ligne 1) (8,3 km) - Réseau ferroviaire de Majorque (y compirs ligne 2 du métro) (76,85 km) |                                                                         |
| Finlande                         | 48                        | Tramway d'Helsinki (48,3 km) |                                                                         |
| France                           | 720                       | Chemins de fer de la Corse (232 km) - Ligne de Cerdagne (62,5 km) - Ligne de Nice à Digne (151 km) - Chemin de fer du Blanc-Argent (de Salbris à Valençay 56,023 km) - Ligne de Saint-Gervais-les-Bains-Le Fayet à Vallorcine (frontière) (36,615 km) - Chemin de fer du Montenvers (5,141 km) - Train du Bas-Berry (38,3 km) - Chemin de fer de la baie de Somme (27 km) - Velay Express (27 km) - Chemin de fer du Vivarais (29 km) - Chemin de fer de la Rhune (4,2 km) - Panoramique des Dômes (5,1 km) - Tramway de Lille (17,5 km) - Tramway du Mont-Blanc (12,4 km) - Tramway de Saint-Étienne (16,3 km) |                                                                         |
| Grèce                            | 57                        | Train de banlieue de Patras (23,4 km) - Ligne de Pyrgos à Katakolon (12,5 km) - Ligne de Pyrgos à Olympie (20,8 km) |                                                                         |
| Inde                             | 46                        | Nilgiri Mountain Railway |                                                                         |
| Italie                           | 135                       | Ligne de Trente à Mezzana (en) (66,04 km) - Ligne de chemin de fer Domodossola-Locarno (32,3 km) - Ferrovia Genova Casella (24,318 km) - Ligne du Renon (it) (6,8 km) - Ligne de la Bernina (2,548 km) - Ligne du marbre de Lasa (de) (2,8 km) |                                                                         |
| Kenya                            | Env. 500                  | réseau métrique de la Kenya Railways Corporation | Peu de sources concordantes concernant la longueur du réseau en service |
| Laos                             | 3,5                       | Ligne de Nong Khai à Thanaleng (de) (3,5 km) |                                                                         |
| Lettonie                         | 6,9                       | Tramway de Liepāja (6,9 km) |                                                                         |
| Madagascar                       | 836                       | Réseau Madarail (673 km) - Ligne Fianarantsoa-Côte Est (164 km) |                                                                         |
| Malaisie                         | 1 910                     | Réseau de la péninsule (Keretapi Tanah Melayu) (1 776 km) - Chemin de fer d’État de Sabah (134 km) |                                                                         |
| Norvège                          | 31                        | Tramway de Trondheim (8,8 km) - Ligne du Thamshavn (en) (22 km) |                                                                         |
| Ouganda                          | Env. 240                  | Réseau exploité par l'Uganda Railways Corporation (en) | Peu de sources concordantes concernant la longueur du réseau en service |
| Pologne                          | 217                       | Tramway de Bydgoszcz (41,4 km) - Tramway d'Elbląg (16 km) - Tramway de Grudziądz (9 km) - Tramway de Łódź (124,1 km) - Tramway de Toruń (26,8 km) |                                                                         |
| Portugal                         | 100                       | Ligne de la Vouga (en) (99,35 km) |                                                                         |
| Roumanie                         | 124                       | Tramway d'Arad (48 km) - Tramway d'Arad (48 km) - Tramway de Iași (76 km) |                                                                         |
| Russie                           | 79                        | Tramway d'Eupatoria (Crimée) (10,7 km) - Tramway de Kaliningrad (10,7 km) - Tramway de Piatigorsk (47,8 km) |                                                                         |
| Sénégal                          | 70                        | Dakar - Thiès (70 km) [dont le Petit train de banlieue de Dakar à Rufisque (27 km)] |                                                                         |
| Serbie                           | 44                        | Tramway de Belgrade (43,5 km) |                                                                         |
| Slovaquie                        | 86                        | Chemin de fer électrique des Tatras (35,1 km) - Ligne 182 (4,75 km) - Tramway de Bratislava (41,5 km) - Ligne de Čermeľ à Alpinka (4,2 km) |                                                                         |
| Suisse                           | 836                       | Ligne Bremgarten Dietikon (de) (18,8 km) - Dolderbahn (1,328 km) - Forchbahn (16 km) - Tramway de Zurich (72,8 km) - Wynental- und Suhrentalbahn (32,2 km) - Frauenfeld-Wil-Bahn (17,45 km) - Chemin de fer Montreux Oberland bernois (75,29 km) - Chemins de fer électriques veveysans (10,51 km) - Ligne Palézieux-Bulle-Montbovon (43,35 km) - Ligne de Bulle à Broc-Fabrique (5,44 km) - Chemins de fer du Jura (73 km) - Tramway de Neuchâtel (8,82 km) - Transports publics neuchâtelois (20,47 km) - Chemin de fer Biel–Täuffelen–Ins (21,158 km) - Chemin de fer Soleure–Niederbipp (14,379 km) - Oberaargau–Jura-Bahn (18,946 km) - Ligne Langenthal - Melchnau (en) (6,98 km) - Regionalverkehr Bern-Solothurn (53,9 km) - Tramway de Berne (39,584 km) - Ligne Lauterbrunnen - Mürren (4,27 km) - Chemin de fer de l'Oberland bernois (23,69 km) - Chemin de fer de la Jungfrau (9,34 km) - Zentralbahn (98,81 km) - Meiringen-Innertkirchen Bahn (4,99 km) - Baselland Transport (64,958 km) - Tramway de Bâle (79,8 km) - à suivre (cf aussi la liste des lignes à voie étroite de Suisse (de)) |                                                                         |
| Tanzanie                         | 2 860                     | réseau de la Tanzania Railways Corporation |                                                                         |
| Thaïlande                        | 4 070                     | Ensemble du réseau |                                                                         |
| Togo                             | 82                        | Tabligbo - Dalavé (40 km) - Hahotoé - port de Kpémé (37 km) - Embranchement particulier de WACEM (cimenterie d’Aflao au Ghana) (5 km) |                                                                         |
| Tunisie                          | 1 694                     | Réseau sud exploité par la Société nationale des chemins de fer tunisiens | Dont 8 km en voie à double écartement                                   |
| Turquie                          | 55                        | Tramway d'Istanbul (lignes T2 et T3) (4,2 km) - Tramway de Bursa (ligne T3) (2,2 km) - Tramway d'Eskişehir (48 km) |                                                                         |
| Ukraine                          | 55                        | Tramway de Lviv (36,5 km) - Tramway de Vinnytsia (21,2 km) - Tramway de Jytomyr (6,8 km) |                                                                         |
| Viêt Nam                         | 2 367                     | Réseau des Vietnam Railways | Dont environ 100 km en voie à double écartement                         |